# Кярдла
Кя́рдла (эст. Kärdla, швед. Kärrdal), до 1919 года Ке́ртель (нем. Kertel) — единственный город уезда Хийумаа, Эстония. Является административным центром волости Хийумаа. До 1 января 2018 года был административным центром уезда Хийумаа. Получил статус города 19 мая 1938 года. В городе расположены морской порт и одноимённый аэропорт. Население — 3230 человек (2017).

## География и описание
Город расположен на северо-восточном побережье второго по величине эстонского острова Хийумаа, на берегу Балтийского моря в бухте залива Таресте. К юго-востоку от города располагается известный кратер, предположительно оставленный метеоритом Кярдла.
Кярдла состоит из пяти районов: Каламая (эст. Kalamaja), Лийвапеалне (эст. Liivapealne), Полк (эст. Polk), Пыллумяэ (эст. Põllumäe) и Садама (эст. Sadama). 

## Население
По данным переписи населения 2021 года, в Кярдла насчитывалось 3046 жителей, из них 2988 (98,1 %) — эстонцы.
Численность населения города Кярдла:

| 1881 | 1897   | 1922   | 1934   | 1939   | 1959   | 1970   | 1979   | 1989   | 2000   | 2010   | 2011   | 2017   | 2020   | 2021   |
| ---- | ------ | ------ | ------ | ------ | ------ | ------ | ------ | ------ | ------ | ------ | ------ | ------ | ------ | ------ |
| 1516 | ↗ 1721 | ↘ 1580 | ↘ 1454 | ↗ 1524 | ↗ 2688 | ↗ 2969 | ↗ 3426 | ↗ 4139 | ↘ 3773 | ↘ 3634 | ↘ 3050 | ↗ 3295 | ↘ 3183 | ↘ 3046 |

Удельный вес эстонцев и русских в общей численности населения Кярдла, %:
|         | 1970 | 1979   | 1989   | 2000   | 2011   | 2021   |
| ------- | ---- | ------ | ------ | ------ | ------ | ------ |
| Эстонцы | 92,7 | ↘ 92,4 | ↗ 93,4 | ↗ 97,6 | ↗ 98,2 | ↗ 98,3 |
| Русские | 5,7  | ↘ 5,5  | ↘ 4,5  | ↘ 1,4  | ↘ 0,9  | ↘ 0,01 |

## История
Современный Кярдла был впервые упомянут в летописях 1564 года как небольшая шведская деревушка (Kärtillby), вероятно существовавшая на острове ещё со времён викингов.
В источниках 1565 года упоминается Kärthill, 1615 года — Kiärtelle, 1635 года — Kiertel, 1688 года — Kertelby, Kärtellby, Kartalby, 1798 года — Kertel, Kertla.
В 1721—1917 годах город официально находился в составе Российской империи и пережил период подъёма в связи с открытием в 1830 году текстильной фабрики. В 1849 году в поселении также появился и порт, хотя практически вся инфраструктура города была разрушена в ходе Второй мировой войны.
В 1918 году город стал частью независимой Эстонской Республики.
В 1940 году вошёл в состав СССР.
В ходе Второй мировой войны 16 октября 1941 года был оккупирован немецкими войсками. Занят 2 октября 1944 года войсками Ленинградского фронта Красной армии в ходе Моонзундской десантной операции:
- 8-я армия - часть сил 109-й стрелковой дивизии (генерал-майор Трушкин Николай Андреевич) 109-го стрелкового корпуса (генерал-лейтенант Алфёров Иван Прокопьевич)[17].

После массовой репатриации прибалтийских немцев (1939—1941 гг.) и эмиграции шведов (1943—1944 гг.) в городе остались в основном эстонцы и небольшое число русских.
Основные виды деятельности в городе: рыболовство, туризм, сельское хозяйство. Работает лесозаготовительный пункт.

## Достопримечательности
- Центральная площадь
- Церковь Иоанна Крестителя
- Памятник хийумаасцам, павшим во Второй мировой войне. Открыт в 2012 году
- «Длинный дом» Музея Хийумаа, бывшая суконная фабрика
- Пожарная часть
- Метеоритный кратер[18]

## Известные уроженцы
- Хейки Наби — эстонский борец греко-римского стиля. Чемпион мира, призёр Олимпийских игр[19].
- Мартин Реммельг — эстонский биатлонист, член сборной страны[20].
- Эвели Сауэ — эстонская биатлонистка, член сборной страны[21].
- Эркки-Свен Тюйр — композитор, член Союза композиторов Эстонии[22].

## Галерея

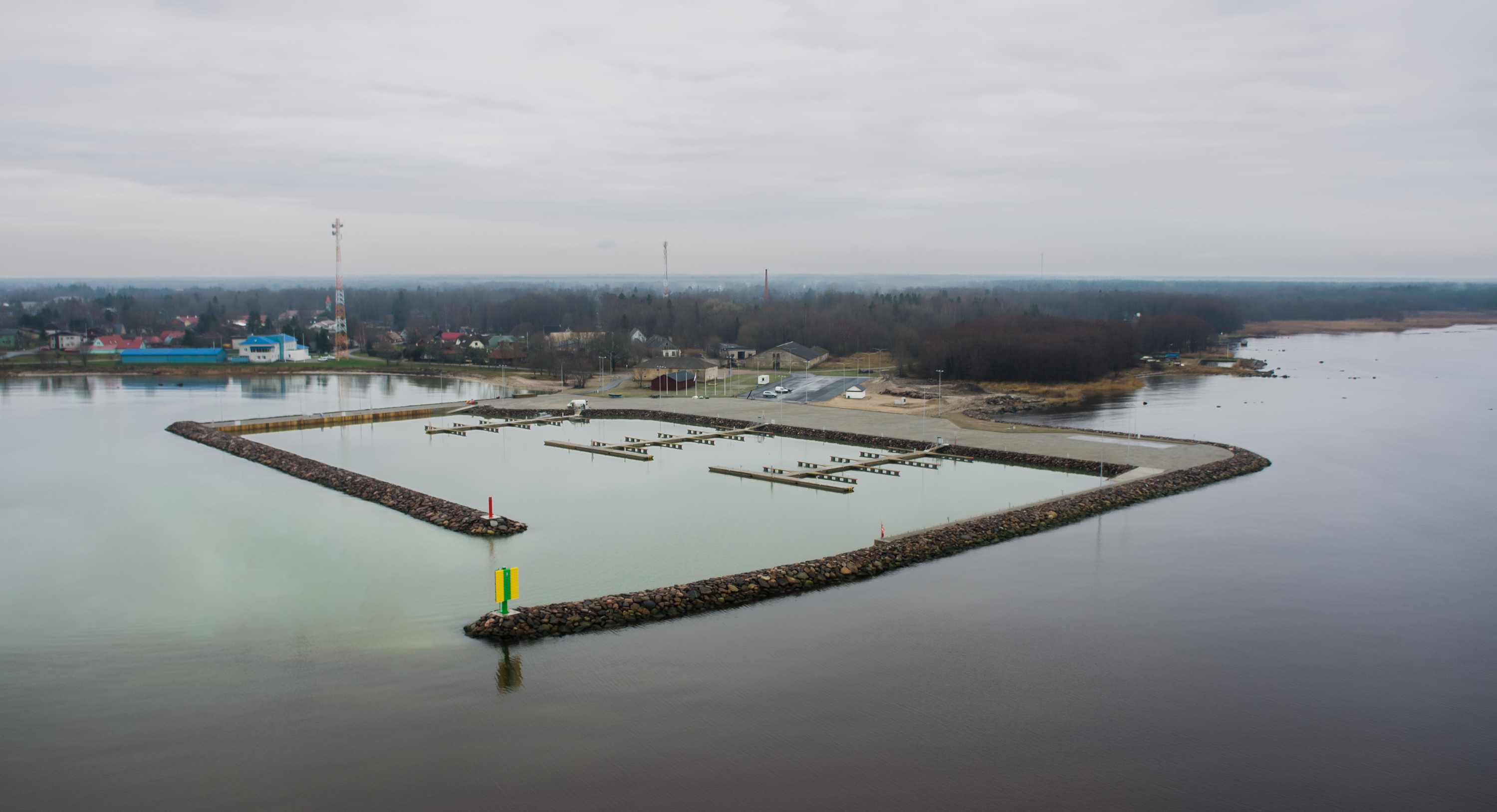
Порт Кярдла
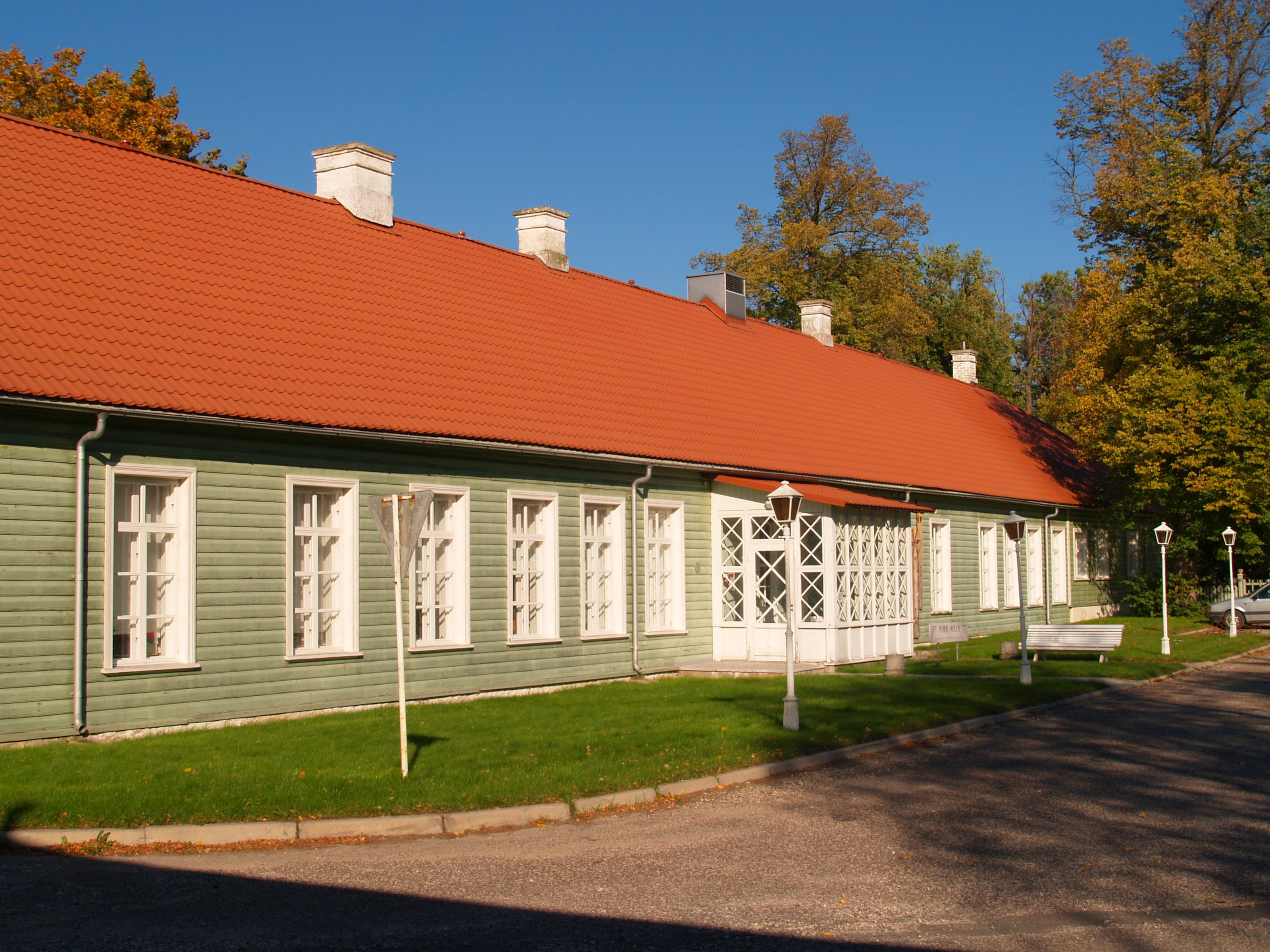
«Длинный дом» музея Хийумаа
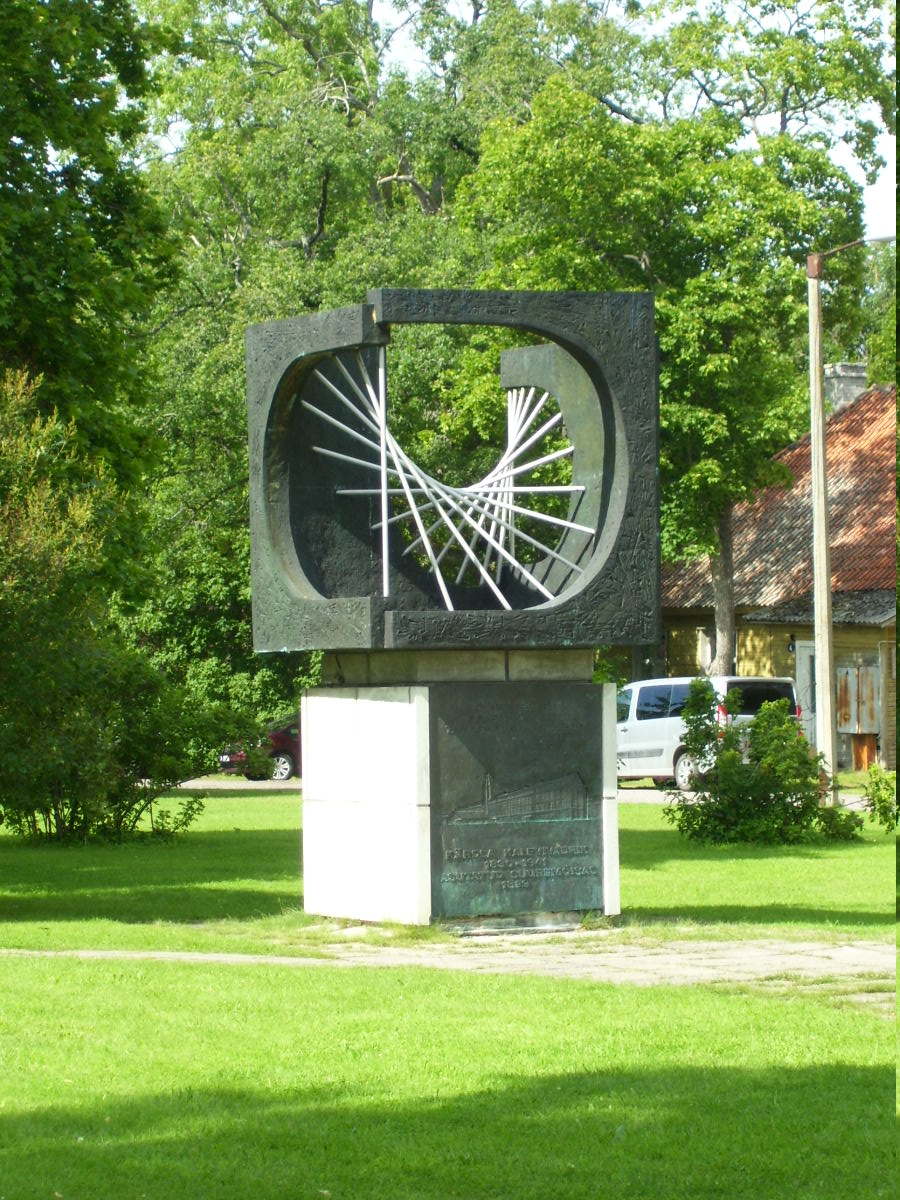
Памятный знак Суконной фабрике
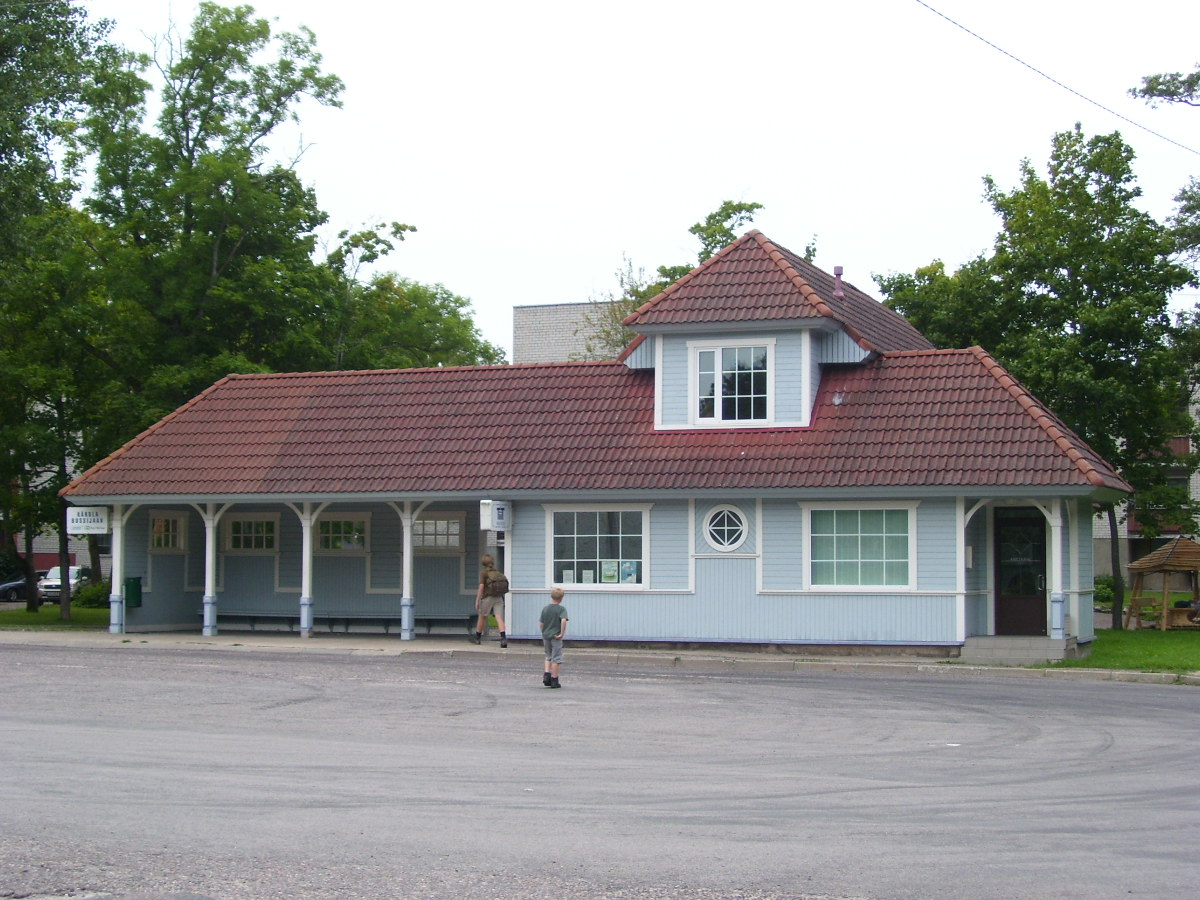
Автобусная станция
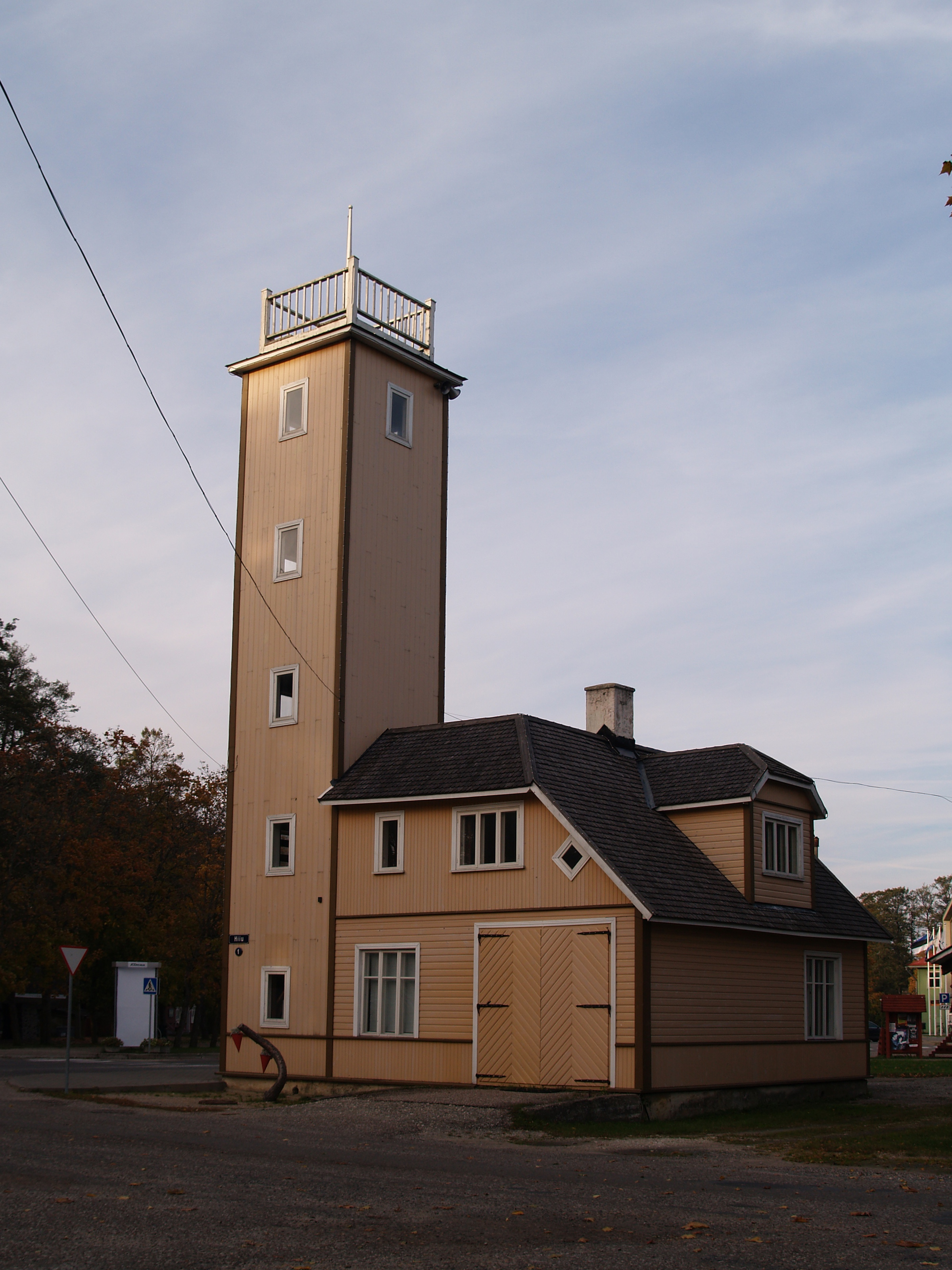
Пожарная часть
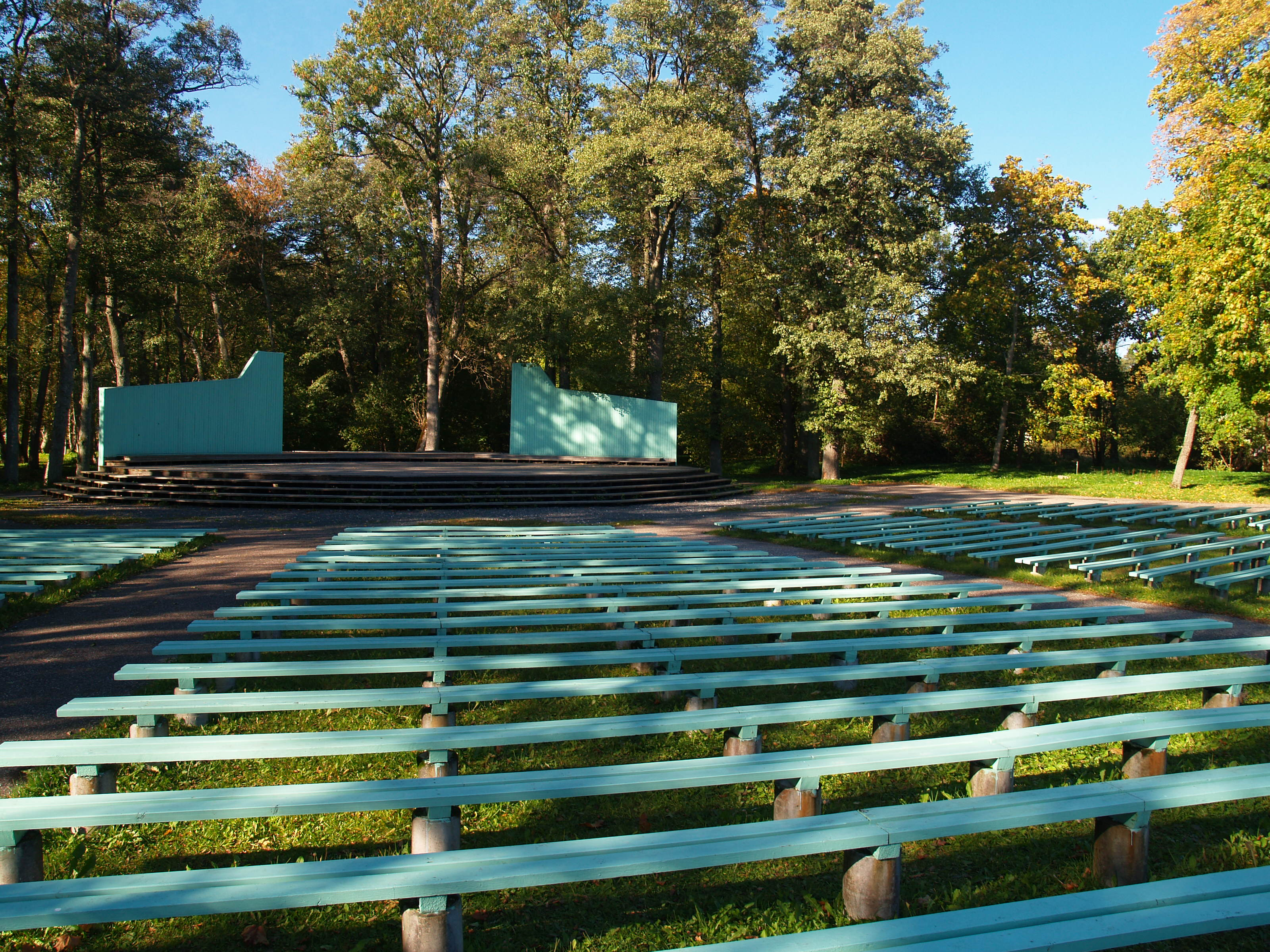
Певческая эстрада
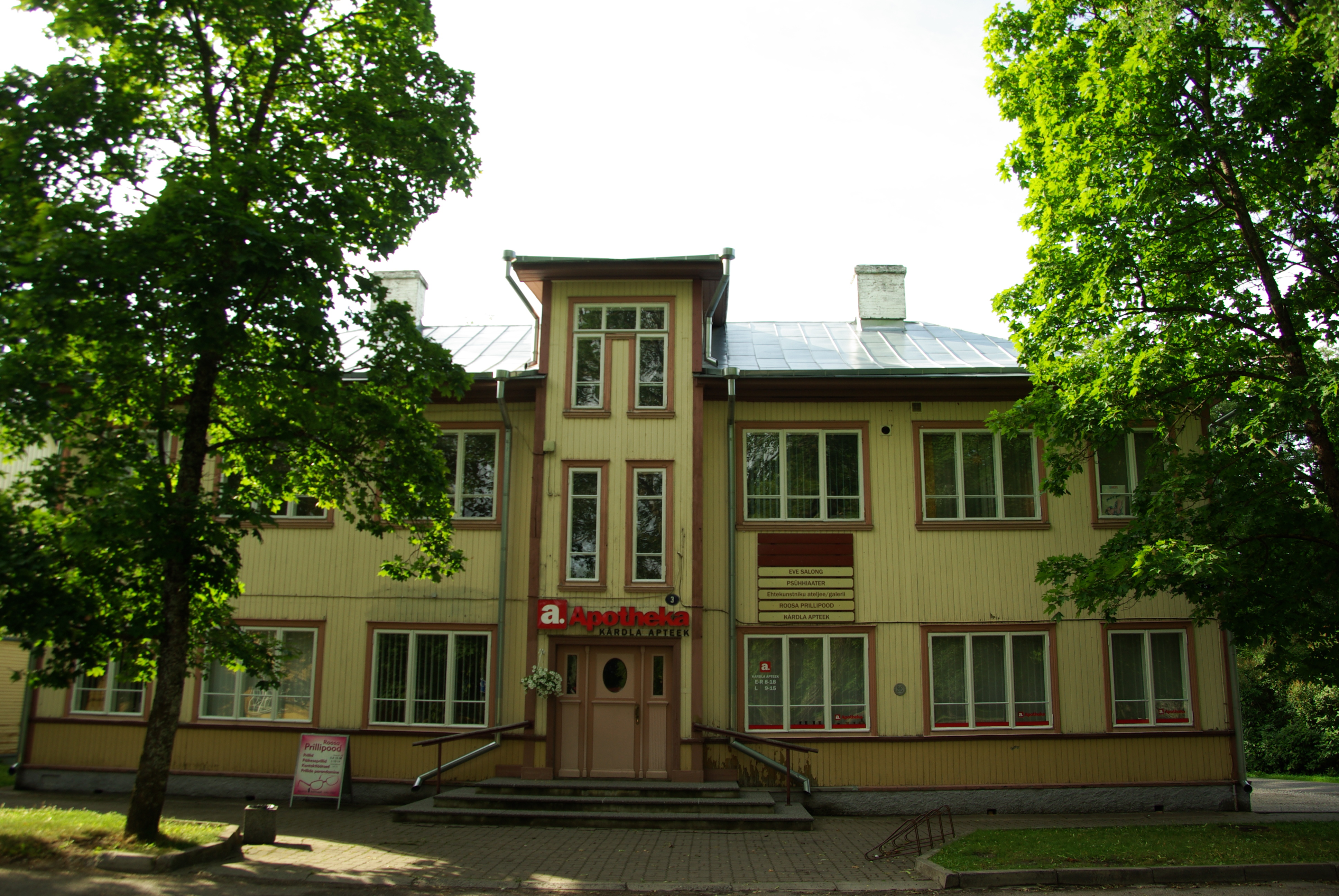
Аптека
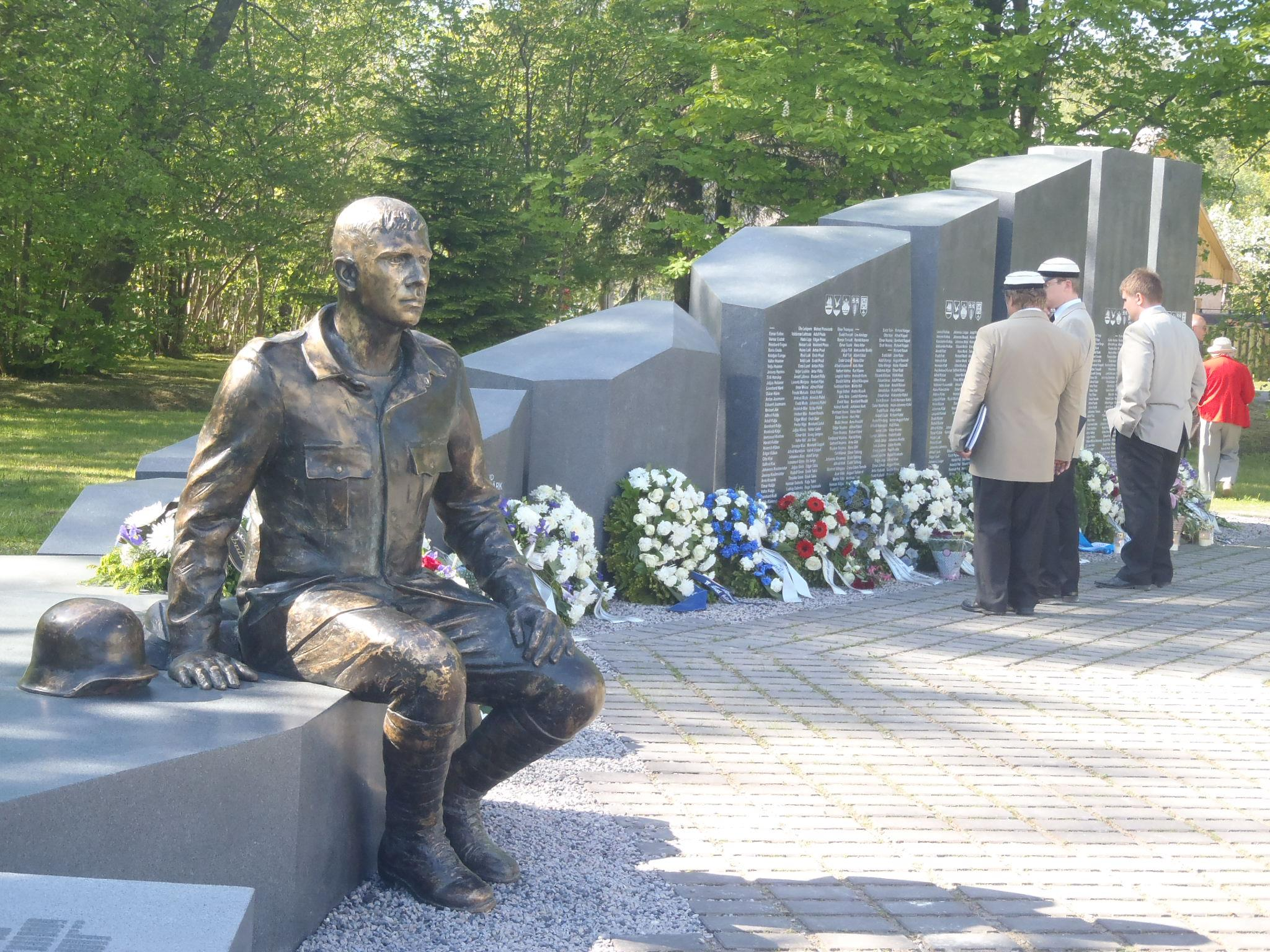
Памятник хийумаасцам, павшим во Второй мировой войне
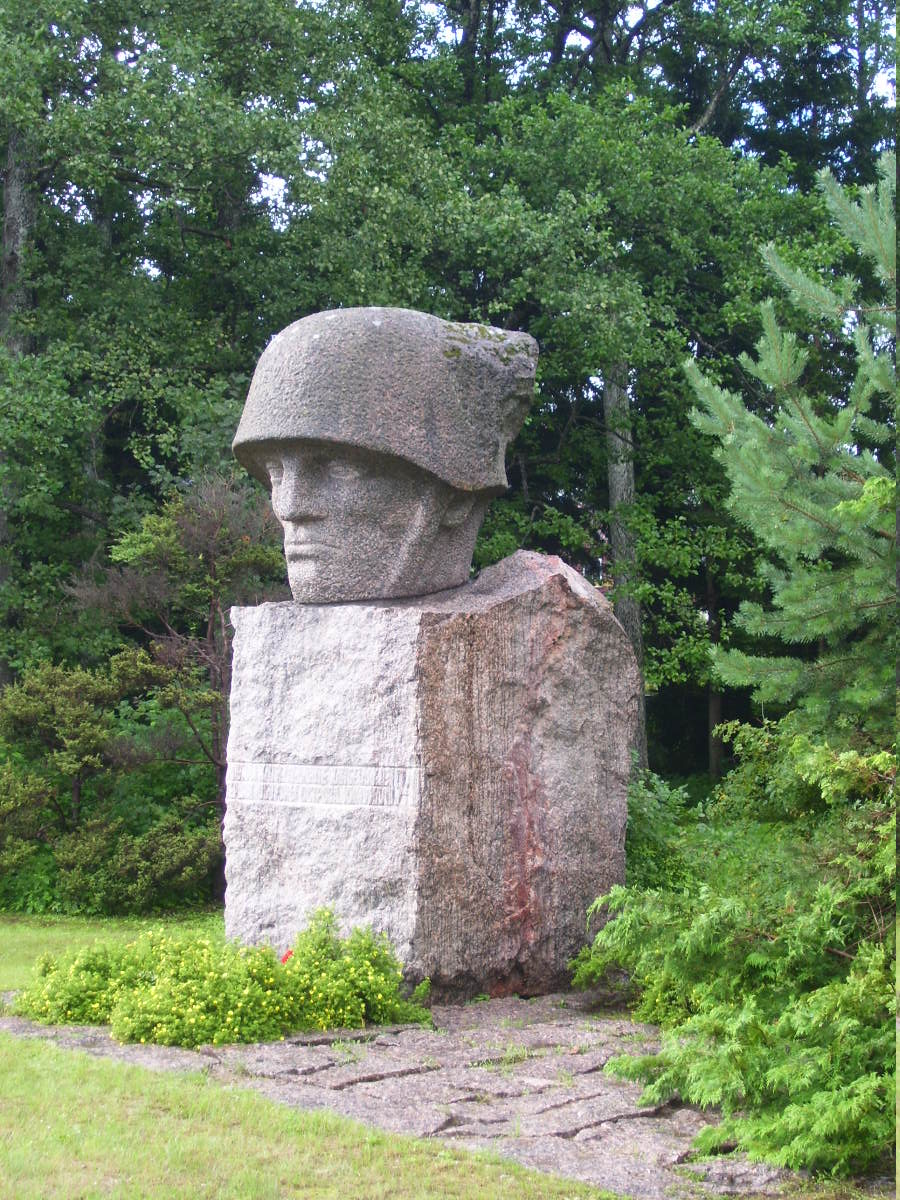
Советский памятник павшим во II мировой войне. Демонтирован в 2023 году

## Комментарии
1. ↑  Эстонские топонимы, оканчивающиеся на -а, в русском языке не склоняются[9], а род получают по родовому слову, например, деревне присваивается женский род, городу — мужской, хотя в эстонском языке нет категории рода.